# Lolch
Lolch oder Weidelgras (Lolium) ist eine Pflanzengattung aus der Familie der Süßgräser (Poaceae). Die Gattung ist weltweit verbreitet. Im deutschsprachigen Raum bezeichnet Weidelgras meist Lolium perenne, mit Lolium war früher meist Lolium temulentum gemeint.

## Beschreibung

### Vegetative Merkmale
Zur Gattung Lolium gehören einjährige bis ausdauernde krautige Pflanzen. Die Halme stehen aufrecht, niederliegend oder gekniet-aufsteigend. Sie sind einfach oder an der Basis verzweigt. Die Knoten sind kahl. Die Blattscheiden sind gerieft. Bei den nichtblühenden Trieben sind sie fast zur Gänze verwachsen, bei den Halmblättern sind sie bis zum Grund offen. Das Blatthäutchen ist ein häutiger Saum. Die Blattspreiten sind flach, in der Knospenlage sind sie gerollt oder gefaltet. Am Spreitengrund sitzen halmumfassende Öhrchen, die jedoch klein bis fehlend sein können.

### Generative Merkmale
Die ährigen Blütenstände stehen endständig, einzeln auf den Halmen. Die Ährchen stehen zweizeilig wechselständig an der Ähre. Die Ährenachse ist kantig und zerfällt zur Fruchtreife nicht. Die Ährchen sind leicht zusammengedrückt, sitzend und mit der schmalen Seite zu Ährenachse gewendet. Diese ist leicht ausgehöhlt. Ein Ährchen enthält 3 bis 22 Blütchen, wobei das oberste häufig verkümmert ist und die übrigen zwittrig sind. Die Ährchenachse zerfällt zur Fruchtreife zwischen den Blütchen, jedoch nicht bei Lolium remotum und Lolium temulentum.
Die untere Hüllspelze fehlt oder ist nur rudimentär vorhanden, die obere hat drei bis neun Nerven, ist kürzer oder länger als das Ährchen, häutig bis derbhäutig und am Rücken abgerundet. Die Deckspelzen haben fünf bis sieben Nerven, sind häutig, derbhäutig oder knorpelig verdickt. Ihr Rücken ist gerundet und kann unterhalb der Spitze eine Granne tragen. Die Vorspelzen sind zweinervig und gleich lang wie die Deckspelzen. Es gibt drei Staubblätter. Der Fruchtknoten ist kahl, trägt zwei kurze endständige Griffel mit gefiederten Narben.
Die Karyopsen sind mit der Vorspelze verwachsen. Der Embryo nimmt ein Fünftel bis ein Drittel der Fruchtlänge ein. Der Nabel ist strichförmig und annähernd so lang wie die Karyopse.

### Inhaltsstoffe
Als Reservekohlenhydrate werden Fructane gebildet. Die Bildung von Pyrrolizidinalkaloiden ist an das Vorkommen endophytischer Pilze gebunden, wobei unklar ist, ob die Bildung durch die Pilze oder als Reaktion auf die Pilze durch die Pflanzen erfolgt.

## Bestäubung
Unter den Lolium-Arten gibt es Fremd- und Selbstbefruchter. Zwischen den fremdbefruchtenden Arten entstehen fertile Hybride. Zwischen Fremd- und Selbstbefruchtern entstehen dann Hybride, wenn die Mutterpflanze ein Fremdbefruchter ist. Die F1-Hybriden sind meist steril, jedoch sind mit beiden Eltern Rückkreuzungen möglich.

## Taumelkrankheit bei Pferden
Beim Weidelgras ist die Weidelgras-Taumelkrankheit (englisch Rhyegrass Stagger) Zeichen einer akuten Vergiftung. Bereits 1906 wurde sie zum ersten Mal beschrieben. Ausgelöst wird diese Taumelkrankheit durch die Giftstoffe des Endophyten. Es handelt sich um Ergopeptid-Alkaloide, vor allem um Lolitrem B und andere (A, C, D, E, F, N, Paxillin und Lolitrol). Lolitrem B hemmt den Kalium-Ausstrom aus erregbaren Zellen wie Nervenzellen, aber auch aus dem Herzmuskel. Es kommt zu einer Über-Erregbarkeit. Der Muskel kann nicht mehr regelrecht reagieren. Er beginnt zu zittern. Zuerst sind es feine Muskel-Zuckungen in der Halsmuskulatur, besonders nach Anstrengung. Die Augen zucken. Ist die Giftmenge größer, kommt eine allgemeine Ataxie (unkoordinierte „Lahmheit“, eher eine Bewegungsstörung) dazu. Es kann bis zum Taumeln und zum Kollaps reichen.
Lolitreme gelten als Nervengifte. Außerdem verändert das Hauptgift Lolitrem B die Funktion des Dickdarms und der Niere (über K+-Kanäle). So können Koliken verursacht werden.
Allgemein zeigen die Pferde Muskel-Zuckungen (Tremor), Schwäche, Ataxie, Über-Erregbarkeit, steife Bewegungen und schließlich sogar einen Kollaps. Auch das Herz wird beeinträchtigt. Die Empfindlichkeit der Pferde ist unterschiedlich (5–75 %). Auf derselben Weide betrifft es meist nur einige Tiere.
Die Weidelgras-Taumelkrankheit kann tödlich enden. Bisher ist sie in Deutschland nicht im Vollbild nachgewiesen worden. Giftige Endophyten wurden auch bei Weidelgras in Deutschland nachgewiesen. Bereits im Jahr 2000 kam man zu dem Ergebnis, dass die Weidelgras-Taumelkrankheit auch in Deutschland auftreten kann. Der Toxin-Gehalt lag höher als der Grenzwert von 2000 µg, was als schädlich und auslösend gilt – bei Kühen, die deutlich weniger empfindlich sind als Pferde. Bei Mutterstuten (ein großes Vollblut-Gestüt in Argentinien, auf dessen Weiden Deutsches Weidelgras wuchs) kam es zu Fohlenverlusten, zu Hormonstörungen und zu allgemein schlechter Fruchtbarkeit. Aus Sicht des Grases ist das ein Erfolg, wenn die nächste Generation der Fressfeinde verringert wird.

## Systematik
Die Gattung Lolium wurde durch Carl von Linné aufgestellt. Lolium war in der Antike die Bezeichnung für den Taumel-Lolch.
Die Gattung Lolium gehört zur Tribus Poeae in der Unterfamilie Pooideae innerhalb der Familie Poaceae. Sie ist eng mit den Schwingeln (Festuca) verwandt, mit dem Wiesen-Schwingel können sogar Gattungs-Hybriden gebildet werden: Deutscher Bastardschwingel (×Festulolium braunii (K.Richt.) A.Camus = Lolium multiflorum × Festuca pratensis). Wenn man aber Festuca pratensis zu Lolium stellt, muss diese Hybride den Namen Lolium × elongatum (Ehrh.) Banfi, Galasso, Foggi, Kopecký & Ardenghi tragen.

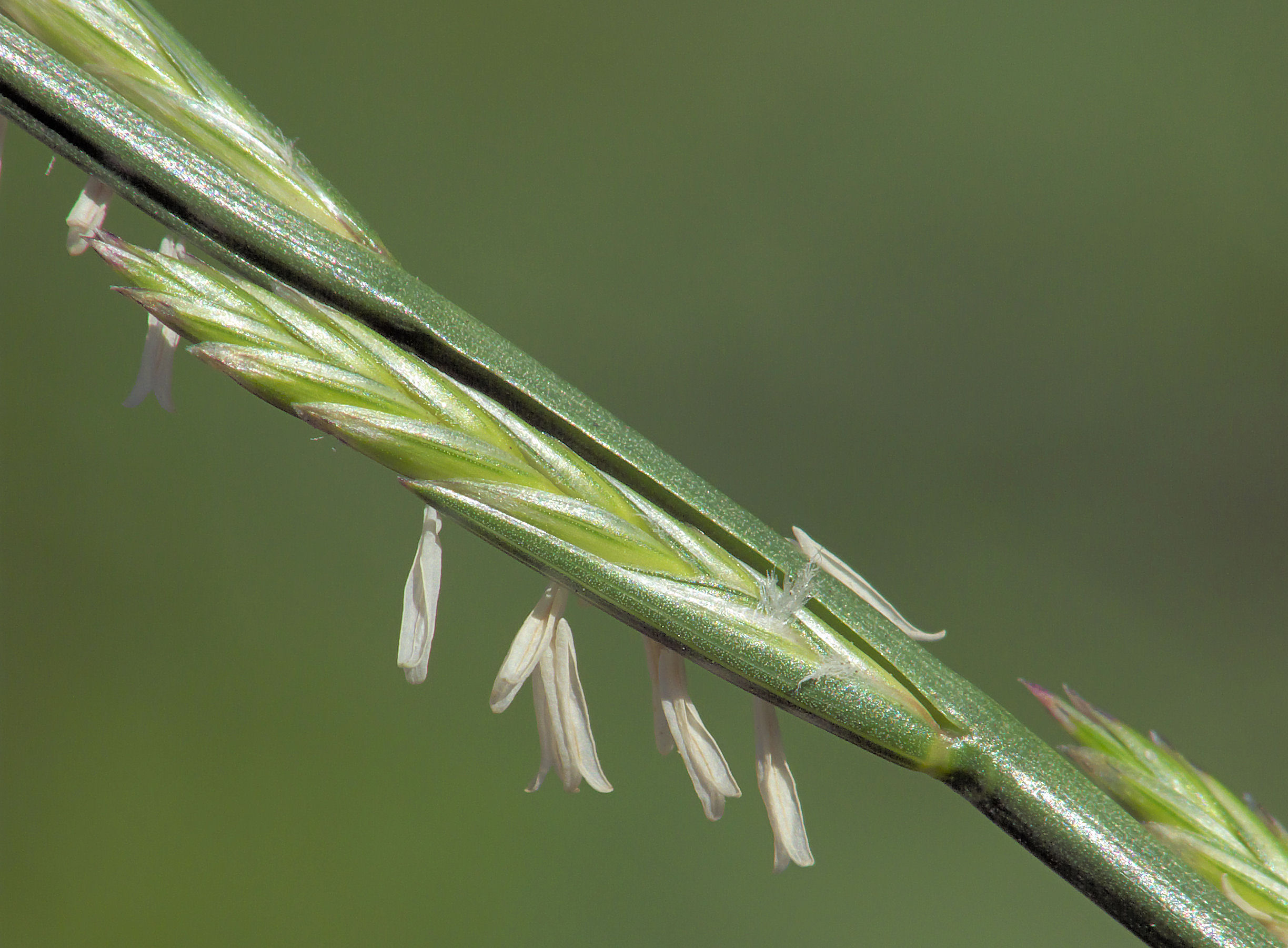
Deutsches Weidelgras (Lolium perenne)

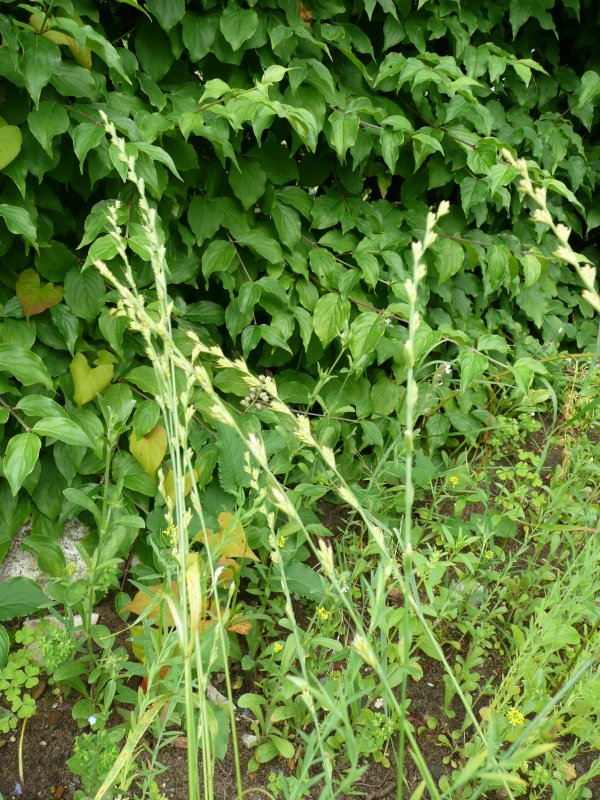
Lein-Lolch (Lolium remotum)

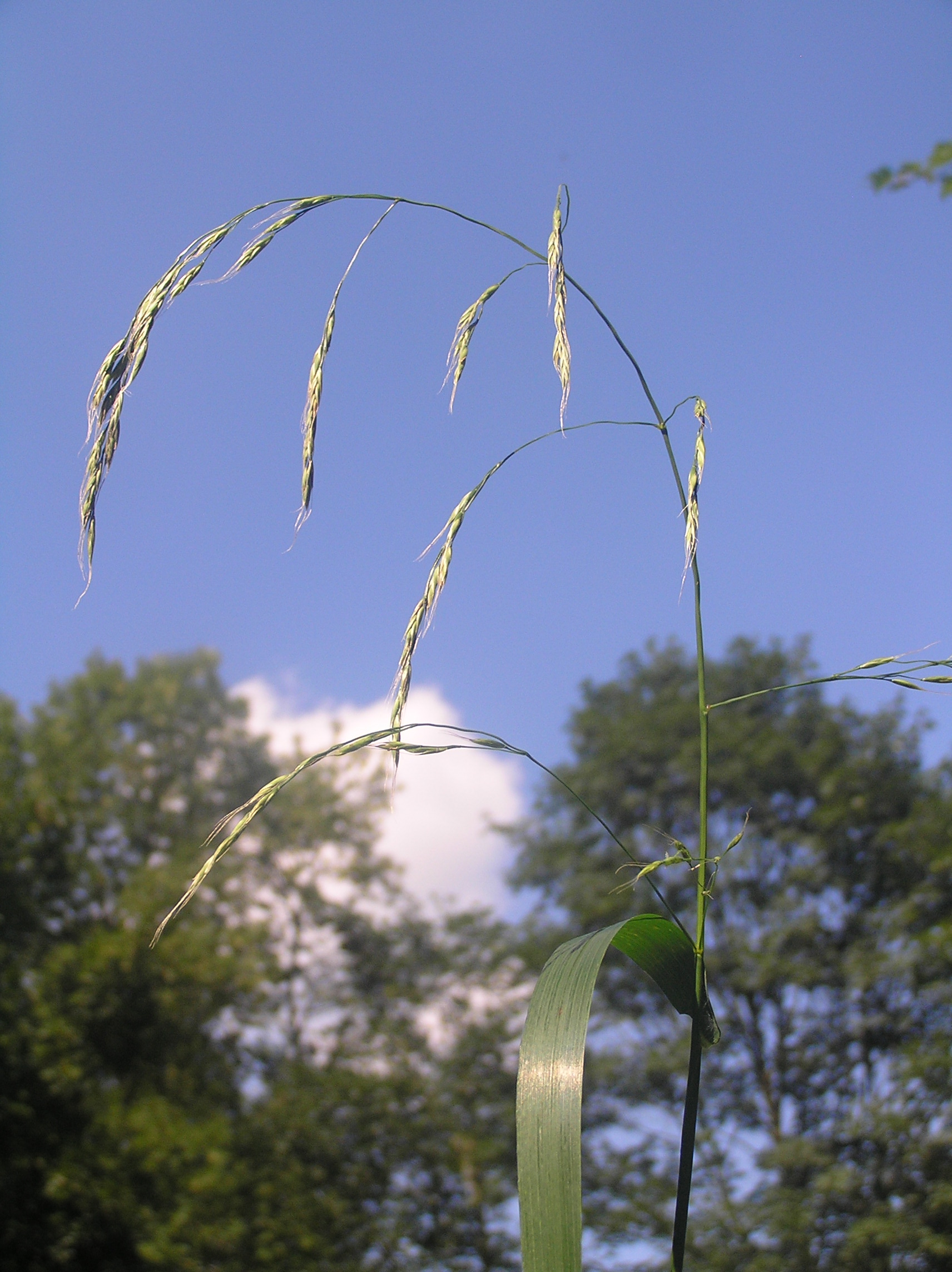
Riesen-Schwingel (Lolium giganteum)

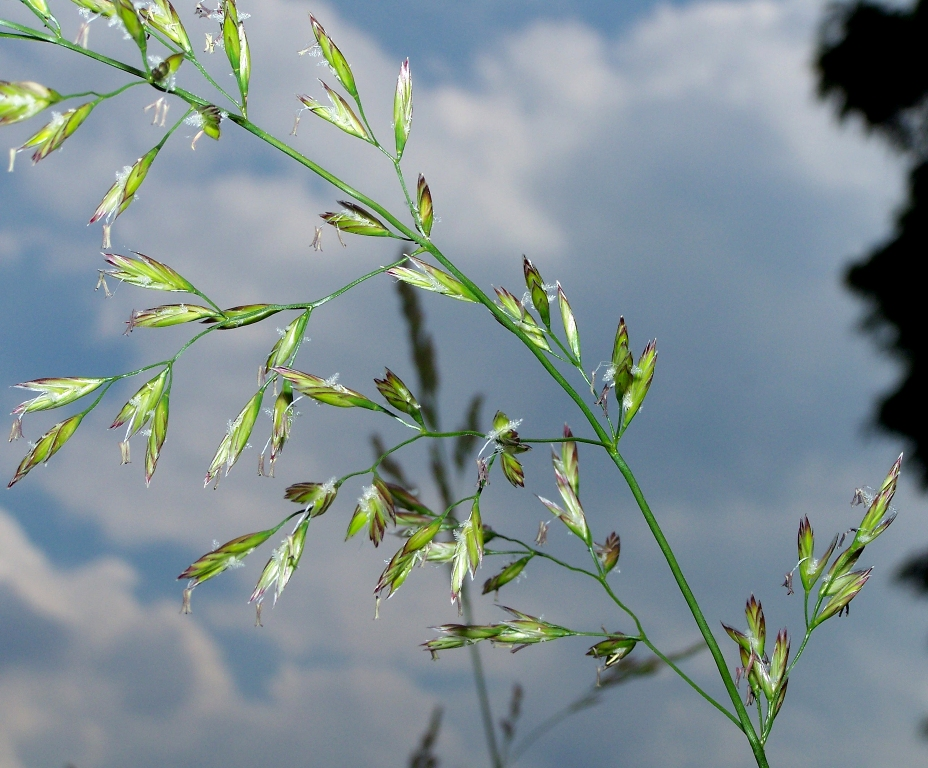
Blütenstand des Wiesen-Schwingels (Lolium pratense)

Es gibt in der Gattung Lolium etwa 8–27 Arten:
- Lolium adzharicum (Tzvelev) Banfi, Galasso, Foggi, Kopecký & Ardenghi: Sie kommt in Transkaukasien vor.[4]
- Lolium canariense Steud.: Die Heimat sind die Kanarischen und die Kapverdischen Inseln.[4]
- Italienisches Raygras, Welsches Weidelgras, Vielblütiger Lolch (Lolium  multiflorum Lam., Syn.: Lolium  italicum A.Braun); Verbreitungsgebiet: von den Azoren, Kanaren und Madeira über Nordafrika bis Südeuropa und Vorderasien, aber synanthrop auch sonst in Asien, Afrika, Nord- und Südamerika, Tasmanien und Neuseeland
- Deutsches Weidelgras, Englisches Raygras, Ausdauernder Lolch (Lolium  perenne L.)[5]: Das Verbreitungsgebiet reicht von Europa über Vorderasien bis Nordafrika, synanthrop auch sonst in Asien, in der Neuen Welt, Grönland, Südafrika, Australien, Neuseeland und Polynesien.
- Lolium persicum Boiss. & Hohen. ex Boiss.: Das Verbreitungsgebiet reicht von der Türkei bis ins nördliche China und zum Himalaja, außerdem umfasst es die Arabische Halbinsel und Sokotra.[4]
- Lein-Lolch (Lolium remotum Schrank): Früher in ganz Europa, heute hier selten und nur noch ruderal, aber so auch in Asien, Nordafrika, auf den Kanaren und Azoren, in Nordamerika und Westaustralien. Das Heimatgebiet reicht vom nördlichen Pakistan bis zum westlichen Himalaja.[4]
- Steif-Lolch (Lolium rigidum Gaudin): Er kommt ursprünglich von Makaronesien bis ins südliche Mitteleuropa und bis zum westlichen Himalaja und bis China vor.[4] Man kann zwei Unterarten unterscheiden:
  - Lolium rigidum subsp. lepturoides Sennen & Mauricio (Syn.: Lolium loliaceum (Bory & Chaub.) Hand.-Mazz.)[6]: Das Verbreitungsgebiet reicht von den Kanaren sowie Madeira, den Küsten von Südeuropa und Vorderasien, synanthrop auch in Südafrika, Australien, Nord- und Südamerika.
  - Lolium rigidum subsp. rigidum; Verbreitungsgebiet: Nordafrika, Südeuropa, Madeira, Kanaren, Vorder- bis Zentralasien, synanthrop auch in Ostasien, Australien, Nord- und Südamerika.
- Lolium saxatile H.Scholz & S.Scholz: Die Heimat sind die östlichen Kanarischen Inseln.[4]
- Taumel-Lolch (Lolium temulentum L.); wahrscheinlich im Mittelmeergebiet und in Südwestasien heimisch, früher sonst synanthrop im übrigen Europa, Asien, Afrika, auch in Amerika, Australien, Neuseeland und Hawaii.
- Lolium tuberosum (Romero Zarco & Cabezudo) Banfi, Galasso, Foggi, Kopecký & Ardenghi: Sie kommt im nordwestlichen Marokko und im südwestlichen Spanien vor.[4]

Eine Hybride innerhalb der früheren Gattung Lolium ist:
- Lolium × hybridum Hausskn. (Lolium multiflorum × Lolium perenne); Sie wird kultiviert.

Seit den Arbeiten von S.J. Darbyshire werden aber auch einige Arten, die bisher zur Gattung Festuca gezählt wurden, nun zu Lolium gestellt:
- Lolium apenninum (De Not.) Ardenghi & Foggi (Syn.: Festuca apennina De Not.): Sie kommt von den Gebirgen Mitteleuropa bis nach Griechenland vor.[4]
- Rohr-Schwingel (Lolium arundinaceum (Schreb.) Darbysh., Syn.: Festuca arundinacea Schreb.): Mit zwei Unterarten.[4]
- Lolium atlantigenum (St.-Yves) Banfi, Galasso, Foggi, Kopecký & Ardenghi (Syn.: Festuca elatior var. atlantigena St.-Yves): Sie kommt auf den Azoren und im westlichen und zentralen Mittelmeergebiet vor.[4]
- Lolium chayuense (L.Liu) Banfi, Galasso, Foggi, Kopecký & Ardenghi (Syn.: Festuca chayuensis L.Liu): Sie kommt in Tibet vor.[4]
- Lolium duratum (B.S.Sun & H.Peng) Banfi, Galasso, Foggi, Kopecký & Ardenghi (Syn.: Festuca durata B.S.Sun & H.Peng): Sie kommt in China vor.[4]
- Lolium font-queri (St.-Yves) Banfi, Galasso, Foggi, Kopecký & Ardenghi (Syn.: Festuca font-queri St.-Yves): Sie kommt in Marokko vor.[4]
- Lolium formosanum (Honda) Banfi, Galasso, Foggi, Kopecký & Ardenghi (Syn.: Festuca formosana Honda): Sie kommt im nordöstlichen Taiwan vor.[4]
- Riesen-Schwingel (Lolium giganteum (L.) Darbysh., Syn.: Festuca gigantea (L.) Vill.)
- Lolium interruptum (Desf.) Banfi, Galasso, Foggi, Kopecký & Ardenghi (Syn.: Festuca interrupta Desf.): Sie kommt mit zwei Unterarten vom südlichen Mitteleuropa, von Osteuropa und dem Mittelmeergebiet bis zum Kaukasus vor.[4]
- Lolium letourneuxianum (St.-Yves) Banfi, Galasso, Foggi, Kopecký & Ardenghi (Syn.: Festuca elatior var. letourneuxiana St.-Yves): Sie kommt in Algerien vor.[4]
- Lolium liangshanicum (L.Liu) Banfi, Galasso, Foggi, Kopecký & Ardenghi (Syn.: Festuca liangshanica L.Liu): Sie kommt in Sichuan vor.[4]
- Lolium mairei (St.-Yves) Banfi, Galasso, Foggi, Kopecký & Ardenghi (Syn.: Festuca mairei St.-Yves): Sie kommt in Marokko vor.[4]
- Lolium mazzettianum (E.B.Alexeev) Darbysh. (Syn.: Festuca mazzettiana E.B.Alexeev): Sie kommt in Sichuan und Yunnan vor.[4]
- Lolium mediterraneum (Hack.) Banfi, Galasso, Foggi, Kopecký & Ardenghi (Syn.: Festuca elatior subvar. mediterranea Hack.): Sie kommt im Mittelmeergebiet vor.[4]
- Lolium pluriflorum (Schult.) Banfi, Galasso, Foggi, Kopecký & Ardenghi (Syn.: Festuca pluriflora Schult.): Sie kommt in Griechenland, Kreta und Sizilien vor.[4]
- Wiesen-Schwingel (Lolium pratense (Huds.) Darbysh., Syn.: Festuca pratensis Huds.)[4]
- Lolium scabriflorum (L.Liu) Banfi, Galasso, Foggi, Kopecký & Ardenghi (Syn.: Festuca scabriflora L.Liu): Sie kommt von Tibet bis Sichuan und Yunnan vor.[4]

## Belege
- Siegmund Seybold (Hrsg.): Schmeil-Fitschen interaktiv (CD-Rom), Quelle & Meyer, Wiebelsheim 2001/2002, ISBN 3-494-01327-6.
- Hans Joachim Conert: Lolium. In: Gustav Hegi: Illustrierte Flora von Mitteleuropa. 3. Aufl., Band I, Teil 3, Seite 633–648. Verlag Paul Parey, Berlin, Hamburg, 1996. ISBN 3-8263-3078-1.